# Orso Ipato
Orso Ipato (latin Ursus) var den tredje dogen av Venedig (726-742) och den första historiskt kända. När han valdes till Venedigs ledare fick han titeln dux (hertig) som sedan utvecklades till doge.
Efter Orsos våldsamma död (han blev troligen mördad) följde fyra Magistri Militum innan hans son Teodato tog över som Venedigs fjärde doge.